# Санкт-Петербурзько-Азовський комерційний банк

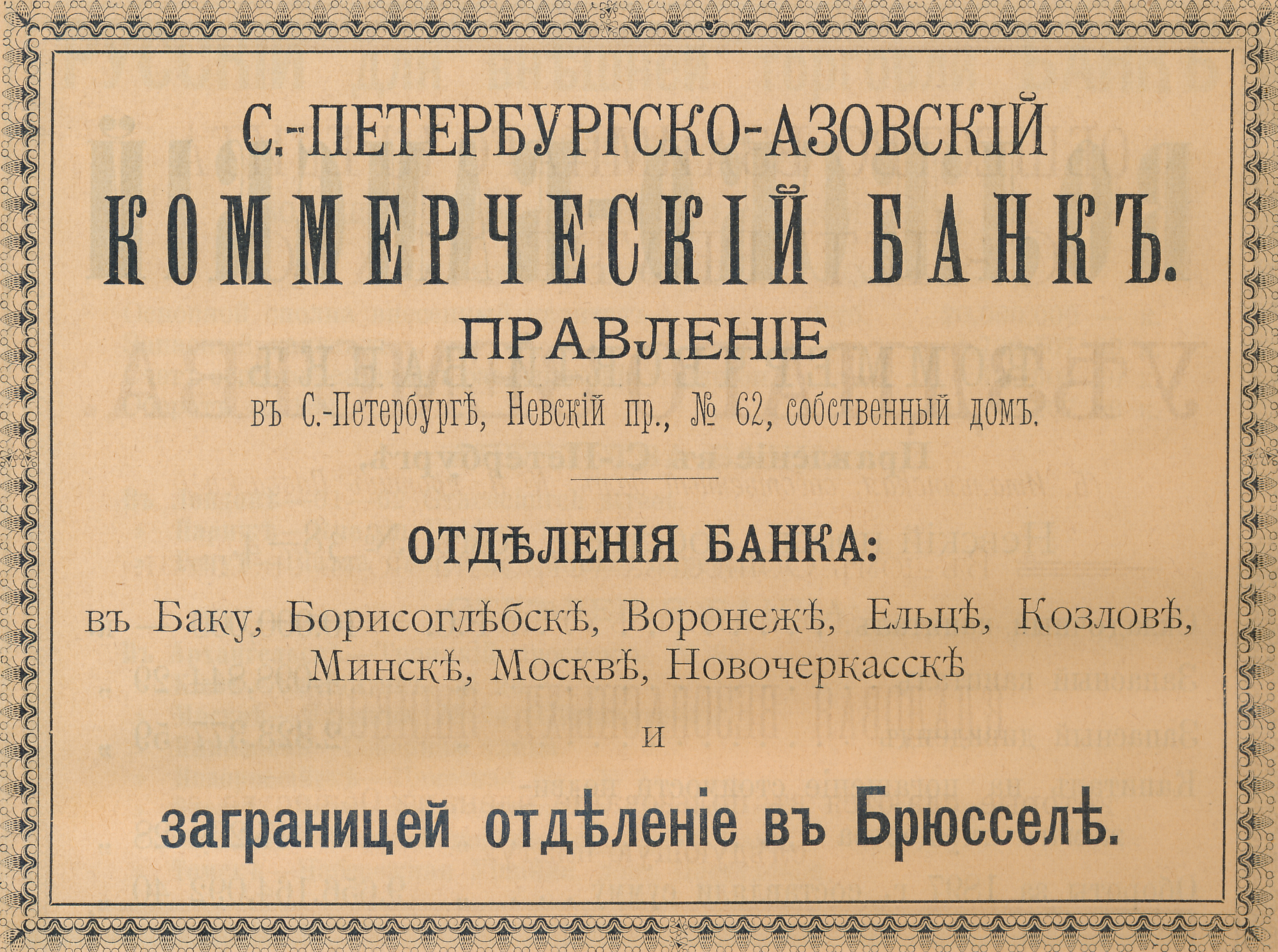
Реклама банку у довіднику «Весь Петербург», 1899

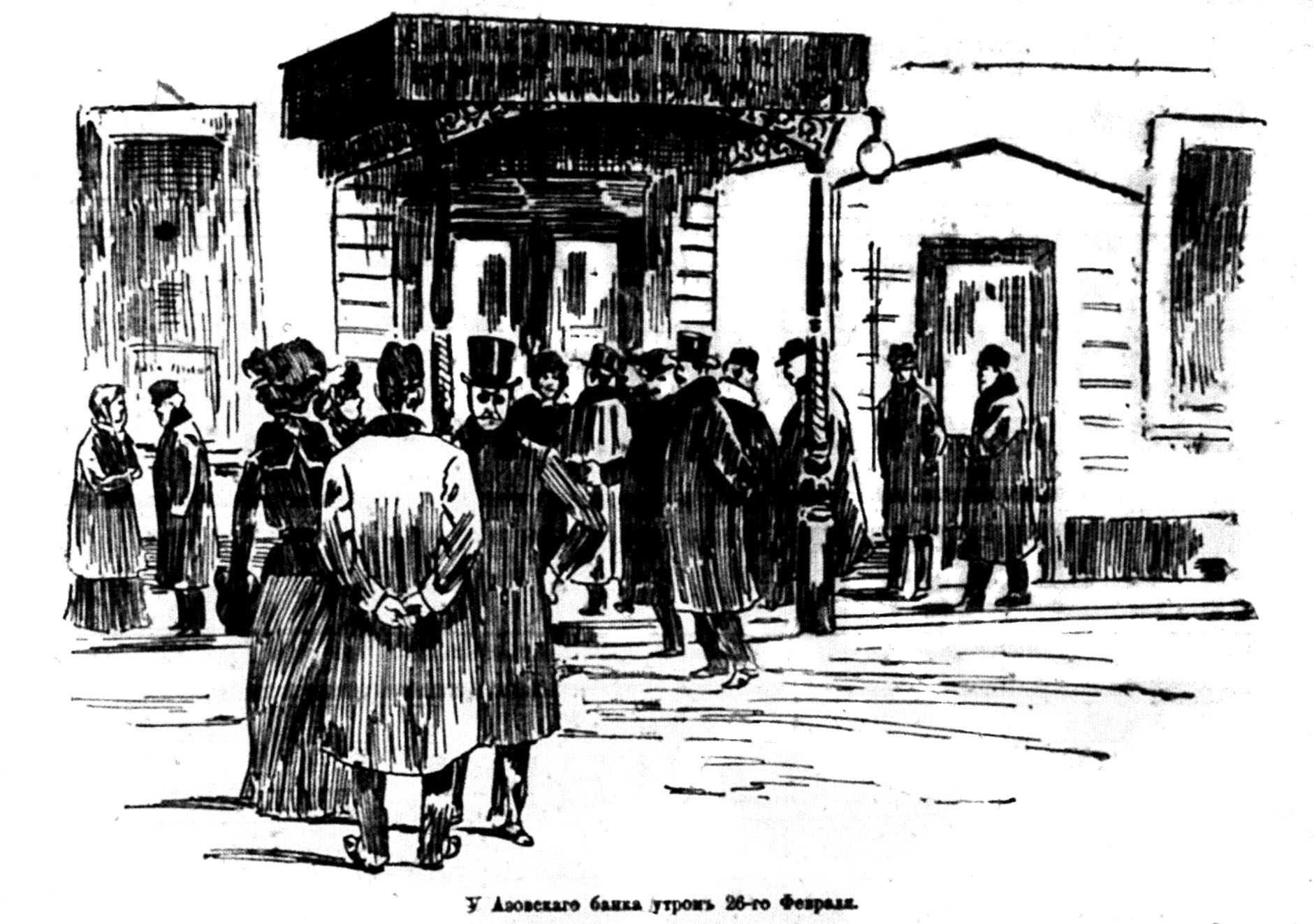
Азовський банк. Малюнок у газеті « Петербурзький листок » (1902. 3 березня. № 60)

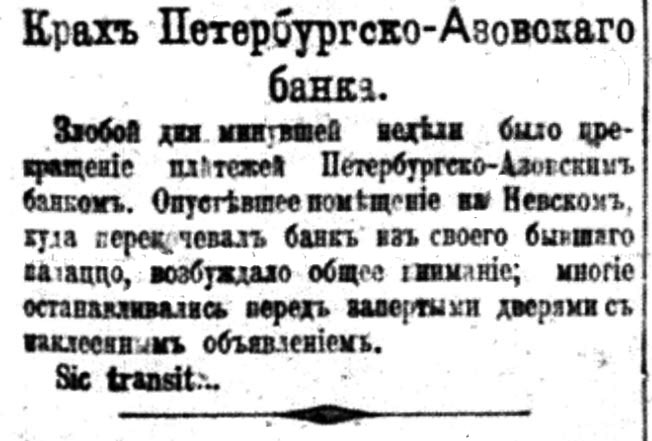
Крах Петербурзько-Азовського банку. (Петербурзький листок. 1902. 3 березня. № 60)

Санкт-Петербурзько-Азовський комерційний банк — російський банк, який працював до 1903.
Заснований між 1886 і 1888  з ініціативи підприємця Якова Соломоновича Полякова з метою забезпечення оперативного посередництва між Азовсько-Донським банком і фінансовими установами Санкт-Петербурга .
Розташовувався на Невському проспекті: до 1895 - в будинку № 64 , в 1895-1901 - у власному будинку № 62 , в 1901-1903 - в будинку № 15   .
До 1901 банк мав відділення у 10 містах Росії, і навіть у Брюсселі.
Зміна адреси банку в 1901 викликана необхідністю продажу власного будинку Північному банку у зв'язку з фінансовими труднощами, викликаними економічною кризою.
У 1903 припинив існування у зв'язку з неспроможністю.

## Керівництво
- Керівництво банку в 1893 тут [7] .
- Керівництво банку в 1903 тут [6].

## Назва
- У змісті довідників «Весь Петербург» банк іменувався як «Банк Азовський Комерційний Спб» [8] та «Азовський Спб Комерційний Банк» [9] .